# 杜传书
杜传书（1929年—2021年1月17日），男，四川遂宁人，中国医学遗传学家，曾任中山医科大学教授、博士生导师。